# Frente Mar
Frente Mar es una pequeña localidad del partido de Mar Chiquita, (cuya cabecera es Coronel Vidal) al centro sur de la provincia de Buenos Aires, Argentina. Su frente marítimo es de apenas 2 cuadras.

## Población
El aglomerado Santa Clara del Mar incluye Santa Clara del Mar, Atlántida, Camet Norte, Frente Mar y las localidades de Santa Elena y Playa Dorada, siendo la población de 7,713 habitantes (Indec, 2010) y representando un incremento del 48% frente a los 5,204 habitantes (Indec, 2001) del censo anterior. Frente Mar contaba con 77 habitantes (Indec, 2001).
|                                                | Norte: Atlántida |         |
| Oeste: Localidades del Partido de Mar Chiquita |                  | Este: - |
|                                                | Sur: Santa Elena |         |

- Datos: Q5869349